# 鹿児島県道路公社
鹿児島県道路公社（かごしまけんどうろこうしゃ）は、鹿児島県を設立団体とする地方道路公社である。主に指宿スカイラインを管理している。

## 組織
- 総務部
- 道路部
  - 山田料金所
  - 谷山料金所

## 管理する道路

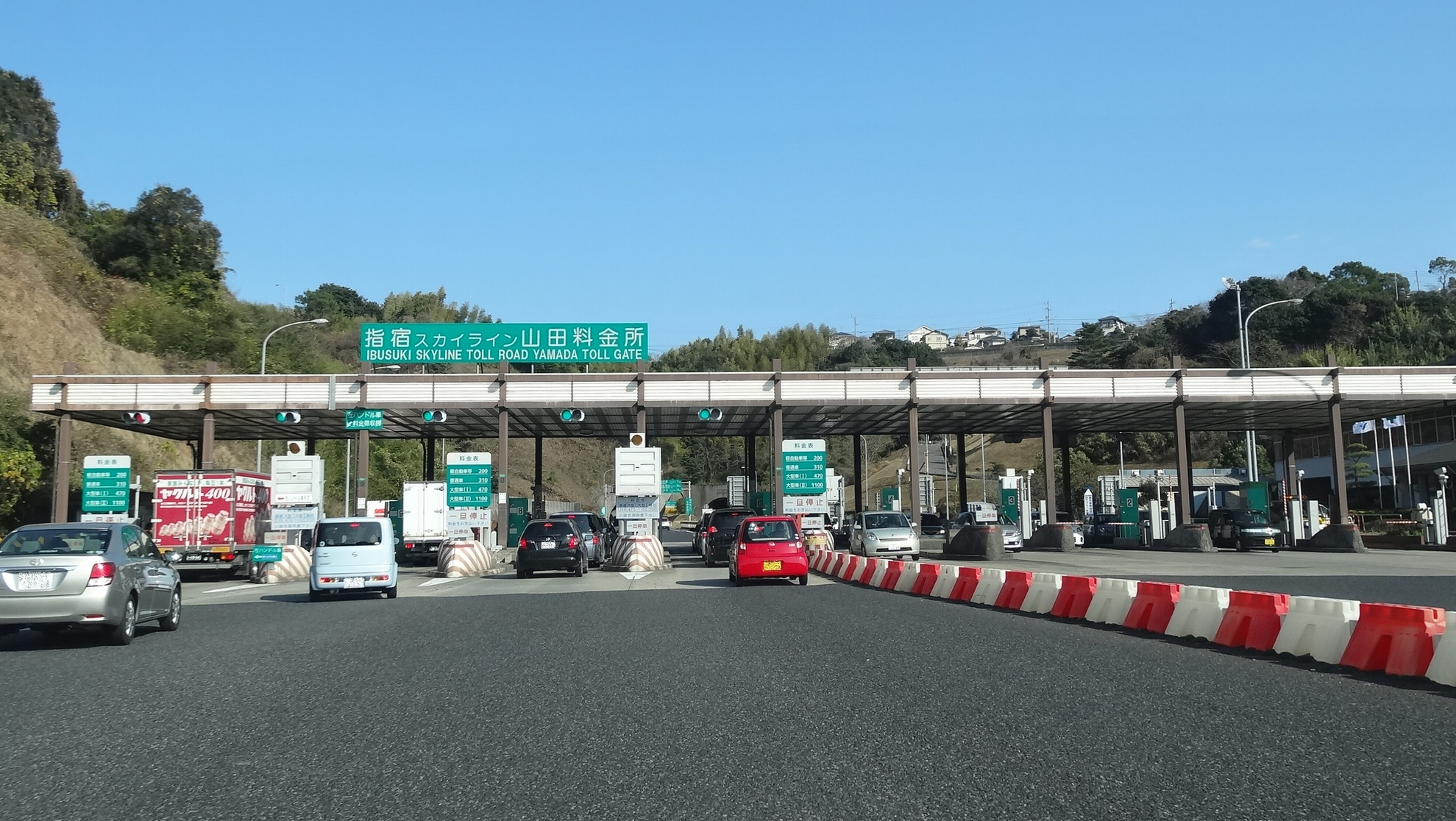
山田料金所

| 路線名                 | 全長    | ETC 整備状況 | 備考                    |
| ---------------------- | ------- | ------------ | ----------------------- |
| 指宿有料道路 II期区間  | 29.2 km | ×            | 頴娃IC - 谷山IC         |
| 指宿有料道路 III期区間 | 3.3 km  | 〇           | 山田IC立迫橋 - 鹿児島IC |

## 沿革
- 1972年（昭和47年）
  - 8月29日 : 地方道路公社法に基づく公社設立認可。
  - 12月1日 :  指宿スカイライン谷山IC - 大迫IC事業許可。
- 1977年（昭和52年）4月1日 : 頴娃ICから谷山ICまでの2期区間が供用開始[2]。
- 1988年（昭和63年）3月29日 : 谷山ICから鹿児島ICまでの3期区間が供用開始[2]。
- 1997年（平成9年）
  - 6月5日 : 谷山IC - 中山IC4車線化。
  - 10月1日 : 山田IC - 鹿児島IC4車線化
- 2003年（平成15年）11月19日 : 鹿児島県道219号玉取迫鹿児島港線4車線化。
- 2022年（令和2年）4月1日 : 山田IC、指宿方面出入口が供用開始[3]。